# Betijoque
Betijoque é uma cidade venezuelana, capital do município de Rafael Rangel.